# Otitinae
Otitinae (лат.) — подсемейство двукрылых семейства мух-лентокрылок.

## Описание
Мухи длиной тела от 3 до 12 мм серой или чёрная окраски. Крылья прозрачные или с пятнами и перевязями. Первая радиальная жилка на крыльях обычно со щетинками, реже без них. Фаллос самцов в шипиках. У самок передние части 4-6 стернитов брюшка с аподемами.

## Образ жизни
Мухи приурочены к лугам и лесным полянам. Личинки по типу питания являются сапрофагами, копрофагами и фитофагами.

## Классификация
Подсемейство по классификации Е.П Каменевой и В. А. Корнеева разделяется на три трибы и включает 260 видов в составе 31 рода. По молекулярно-генетическим данным в состав подсемейства Otitinae может быть отнесена триба Seiopterini. В ряде работ рассматривается как самостоятельное семейство Otitidae.
- Триба Cephaliini
  - Acrostictella Hendel, 1914
  - Cephalia Meigen , 1826
  - Delphinia Robineau-Desvoidy , 1830
  - Myiomyrmica Steyskal, 1961
  - Myrmecothea Hendel, 1910
  - Proteseia Korneyev & Hernandes, 1998
  - Pterotaenia Rondani , 1868
  - Tritoxa Loew , 1873
- Триба Myennidini
  - Acatochaeta Enderlein , 1921
  - Arborotites Barraclough, 2000
  - Callopistromyia Hendel, 1907
  - Dyscrasis Aldrich, 1932
  - Myennis Robineau-Desvoidy, 1830
  - Namibotites Barraclough, 2000
  - Neodyscrasis Kameneva & Korneyev, 2006
  - Oedopa Loew, 1868
  - Paroedopa Coquillett , 1900
  - Pseudodyscrasis Hernández-Ortiz, 1988
  - Pseudotephritina Malloch, 1931
  - Pseudotephritis Johnson, 1902
  - Stictoedopa Brèthes, 1926
  - Stictomyia Bigot, 1885
  - Ulidiotites Steyskal, 1961
- Триба Otitini
  - Ceroxys Macquart , 1835
  - Dorycera Meigen, 1830
  - Herina Robineau-Desvoidy, 1830
  - Hiatus Cresson, 1906
  - Melieria Robineau-Desvoidy, 1830
  - Otites Latreille , 1804
  - Tetanops Fallén , 1820
  - Ulidiopsis Hennig, 1941

## Палеонтология
В ископаемом состоянии идентифицированы три вида: Melieria atavina, Melieria calligrapha и Herina lugubris. Древнейшие представители обнаружены в отложениях чадронского яруса (поздний эоцен) в Колорадо (США) 37,2—33,9 млн лет.

## Распространение
Встречаются преимущественно в Евразии, Северной и Южной Америке. Несколько родов отмечены в Африке. В Австралии отсутствуют. На острове Папуа Новая Гвинея обитает эндемичный вид Herina goilala, на Гавайские острова и Западное Самоа завезен североамериканский вид Ceroxys latiusculus.